# Europeiska kommissionen
Europeiska kommissionen, även känd som EU-kommissionen, är den verkställande institutionen inom Europeiska unionen. Den består av en unionsmedborgare från varje medlemsstat, även kallade ”kommissionärer”. Kommissionen kan förenklat liknas vid en regering.
Kommissionen ansvarar för att utarbeta lagförslag som främjar unionens allmänna intressen, och för att genomföra de antagna lagarna på europeisk nivå efter att de har godkänts av Europaparlamentet och Europeiska unionens råd. Den övervakar medlemsstaternas tillämpning av unionens fördrag och unionsrätten, under kontroll av EU-domstolen, med möjlighet att inleda överträdelseförfarande mot medlemsstater som inte anses uppfylla sina skyldigheter enligt unionsrätten. Kommissionen representerar även unionen i dess internationella förbindelser. I enlighet med principen om parlamentarism är kommissionen kollektivt ansvarig inför Europaparlamentet, som genom en misstroendeförklaring kan avsätta den. Parlamentet granskar kommissionens förvaltning av unionens budget och beviljar årligen ansvarsfrihet mot bakgrund av rapporter från Europeiska revisionsrätten.
Kommissionen leds av en ordförande, som sedan den 1 december 2019 är Ursula von der Leyen (EPP). Den nuvarande kommissionen von der Leyen II tillträdde med hänsyn till Europaparlamentsvalet 2024 och dess mandatperiod sträcker sig fram till den 1 november 2029, då en ny kommission kommer att tillträda med hänsyn till Europaparlamentsvalet 2029. Kommissionen har sitt säte i Bryssel, Belgien.

## Historia

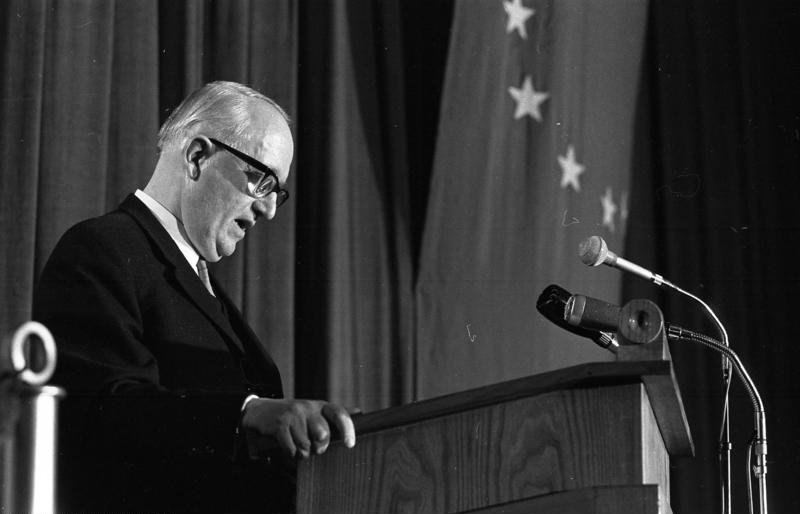
Walter Hallstein var ordförande för den första EEG-kommissionen.

Den första kommissionen bildades 1952 som ”Höga myndigheten” med Jean Monnet som ordförande och ytterligare åtta ledamöter. Myndigheten fungerade som den överstatliga verkställande makten inom Europeiska kol- och stålgemenskapen (EKSG) med långtgående befogenheter att fatta beslut inom gemenskapens befogenhetsområde. Den 1 januari 1958 upprättades två nya gemenskaper jämte EKSG: Europeiska ekonomiska gemenskapen (EEG) och Europeiska atomenergigemenskapen (Euratom). Istället för var sin nya hög myndighet, inrättades två så kallade kommissioner för de nya gemenskaperna. Anledningen till namnbytet var det nya förhållandet mellan den verkställande makten och råden, som företrädde medlemsstaternas regeringar. Några medlemsstater, i synnerhet Frankrike, uttryckte reservationer över Höga myndighetens långtgående befogenheter och ville hellre utöka rådets befogenheter än att ge Höga myndigheten mer verkställande makt.
Walter Hallstein var ordförande för Europeiska ekonomiska gemenskapens första kommission, som höll sitt första sammanträde den 16 januari 1958 i Belgien. Kommissionen Hallstein uppnådde bland annat ett avtal om en omstridd sädesslagsprisöverenskommelse och skapade ett positivt intryck hos tredjeländer när kommissisonen gjorde sin internationella debut vid Kennedy-rundan under GATT-förhandlingar. Hallstein startade också konsoliderandet av europeisk lagstiftning och började utöva ett allt större inflytande över medlemsstaternas nationella lagstiftning. Hans kommission uppmärksammades först mycket lite, men med hjälp av domstolen banade kommissionen vägen för att kommande kommissioner skulle bli tagna mer på allvar.
Under 1965 spädde kommissionen Hallstein på ”den tomma stolens kris” genom kontroversiella förslag om den gemensamma jordbrukspolitiken som ansågs helt oacceptabla av Frankrike. Även om den institutionella krisen löstes året därpå, kostade det Hallstein ordförandeskapet trots att han annars sågs som den mest ”dynamiska” ledaren till dess att Jacques Delors blev ordförande 1985.

### Tidig utveckling

Kommissionens ordförande deltog vid G7-mötet i USA 1983.

Höga myndigheten och de två kommissionerna fortsatte att existera sida vid sida ända fram till den 1 juli 1967, då fusionsfördraget ersatte dem med en gemensam kommission, Europeiska gemenskapernas kommission, med Jean Rey som ordförande. På grund av sammanslagningen utökades antalet ledamöter i kommissionen Rey till fjorton. Trots det bestod senare kommissioner fortfarande av nio ledamöter enligt principen att varje mindre medlemsstat skulle ha ett mandat och de större medlemsstaterna två. Kommissionen Rey förverkligade gemenskapens tullunion under 1968 och propagerade för ett mer inflytelserikt och direktvalt europeiskt parlament. Under 1969 tilldelades kommissionen Karlspriset.
Även om Rey var den första ordföranden för de sammanslagna gemenskapernas kommission, anses Hallstein vara den moderna kommissionens första ordförande. Kommissionen Malfatti och kommissionen Mansholt fortsatte arbetet med monetärt samarbete och unionens första utvidgning norrut 1973. Genom utvidgningen utökades antalet kommissionsledamöter till tretton under kommissionen Ortoli (Storbritannien ansågs vara en stor medlemsstat och erhöll två mandat), som tog itu med den utvidgade gemenskapen under ekonomisk och internationell instabilitet. Gemenskapens internationella representation utvecklades ytterligare när ordförande Roy Jenkins blev den första ordföranden som närvarade vid ett G8-möte på gemenskapernas vägnar. Kommissionen Jenkins efterträddes av kommissionen Thorn under Gaston Thorn, som fortsatte gemenskapernas arbete med utvidgningen söderut och europeiska enhetsakten.

### Delors och Santer
Några av de mest framgångsrika kommissionerna var kommissionen Delors I, II och III, ledda av Jacques Delors, som bland annat realiserade den inre marknaden. Kommissionen Delors skapade förutsättningarna för införandet av den gemensamma valutan euron. The New York Times beskrev honom 1992 med: ”Mr. Delors har räddat Europeiska gemenskapen från stagnation. Han tillträdde när euroskepticismen var som värst. Även om han var en okänd före detta fransk finansminister har han blåst liv och hopp i EG och i den modfällda Bryssel-kommissionen. Under sin första mandatperiod, från 1985 till 1988, samlade han Europa genom krav på den inre marknaden, och när han tillsattes för en andra period började han styra européerna mot betydligt mer ambitiösa ekonomiska, monetära och politiska mål.”
Efterträdaren till Delors var Jacques Santer. Kommissionen Santer genomdrev flera viktiga förändringar, bland annat Amsterdamfördraget och införandet av euron. Emellertid tvingades kommissionen Santer att avgå 1999 under påtryckningar från Europaparlamentet på grund av anklagelser om bedrägeri och korruption. Det var första gången som en kommission tvingades att avgå, vilket också var en symbolisk markering från parlamentet.

### Prodi och Barroso

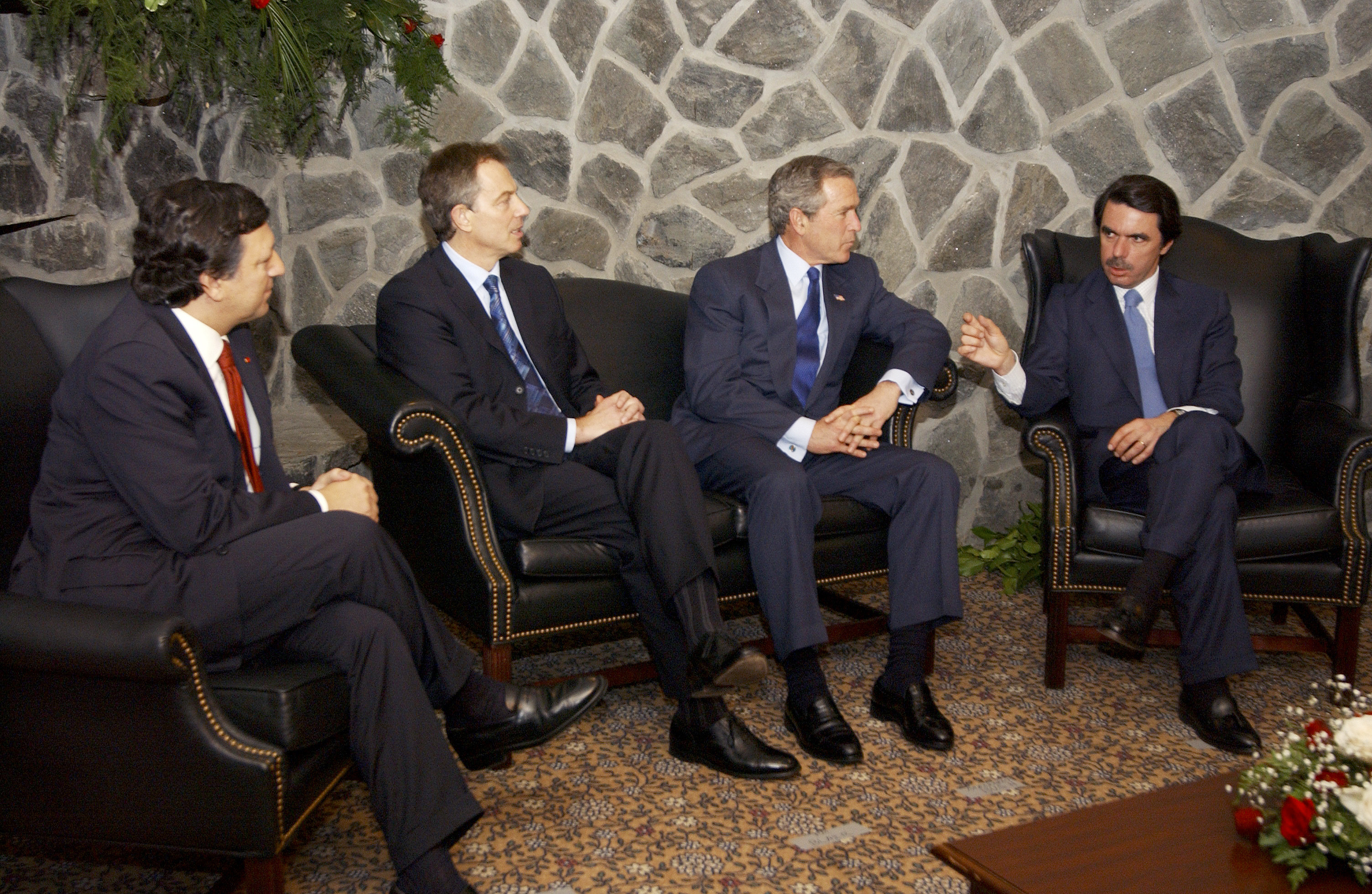
José Manuel Barroso ihop med flera andra höga statsmän.

Efter Santer tillträdde Romano Prodi som ordförande. Amsterdamfördraget hade utökat kommissionens makt och Prodi liknades ibland vid unionens första premiärminister. Inflytandet stärktes ytterligare med Nicefördraget, som trädde i kraft under 2003 och som gav ordföranden mer makt över kommissionens egen sammansättning.
2004 blev José Manuel Barroso ordförande, men parlamentet hävdade ännu en gång sig självt genom att motsätta sig den föreslagna sammansättningen av kommissionen Barroso. På grund av motståndet, som främst var riktat mot den föreslagne kommissionsledamoten Rocco Buttiglione, tvingades Barroso att ändra förslaget till kommissionens sammansättning. Kommissionen Barroso var den första fullständiga kommissionen sedan utvidgningen 2004 med totalt 25 ledamöter. I slutet av Prodis mandatperiod hade kommissionen bestått av hela 30 ledamöter. Som ett resultat av det ökade antalet medlemsstater minskade Amsterdamfördraget antalet kommissionsledamöter till en per medlemsstat, istället för två för de stora medlemsstaterna.

### Juncker
Den 1 november 2014 tillträdde kommissionen Juncker och ersatte därmed kommissionen Barroso II. Jean-Claude Juncker blev den första kommissionsordföranden som utsågs som en direkt konsekvens av valutgången i ett Europaparlamentsval. Vid sitt tillträdande lovade Juncker att hans kommission skulle vara mer politisk än de tidigare. Kommissionen Juncker genomdrev bland annat en fortsatt fördjupning av den ekonomiska och monetära unionen och påbörjade en översyn av den gemensamma asylpolitiken till följd av flyktingkrisen 2015.

### von der Leyen
I juli 2019 enades Europeiska rådet om att föreslå Ursula von der Leyen till efterträdare till Juncker. Hon valdes av Europaparlamentet samma månad och tillträdde med sin nya kommission den 1 december 2019. Hon fick förnyat förtroende efter valet 2024 och kommissionen von der Leyen II tillträdde den 1 december 2024.

## Sammansättning och funktionssätt

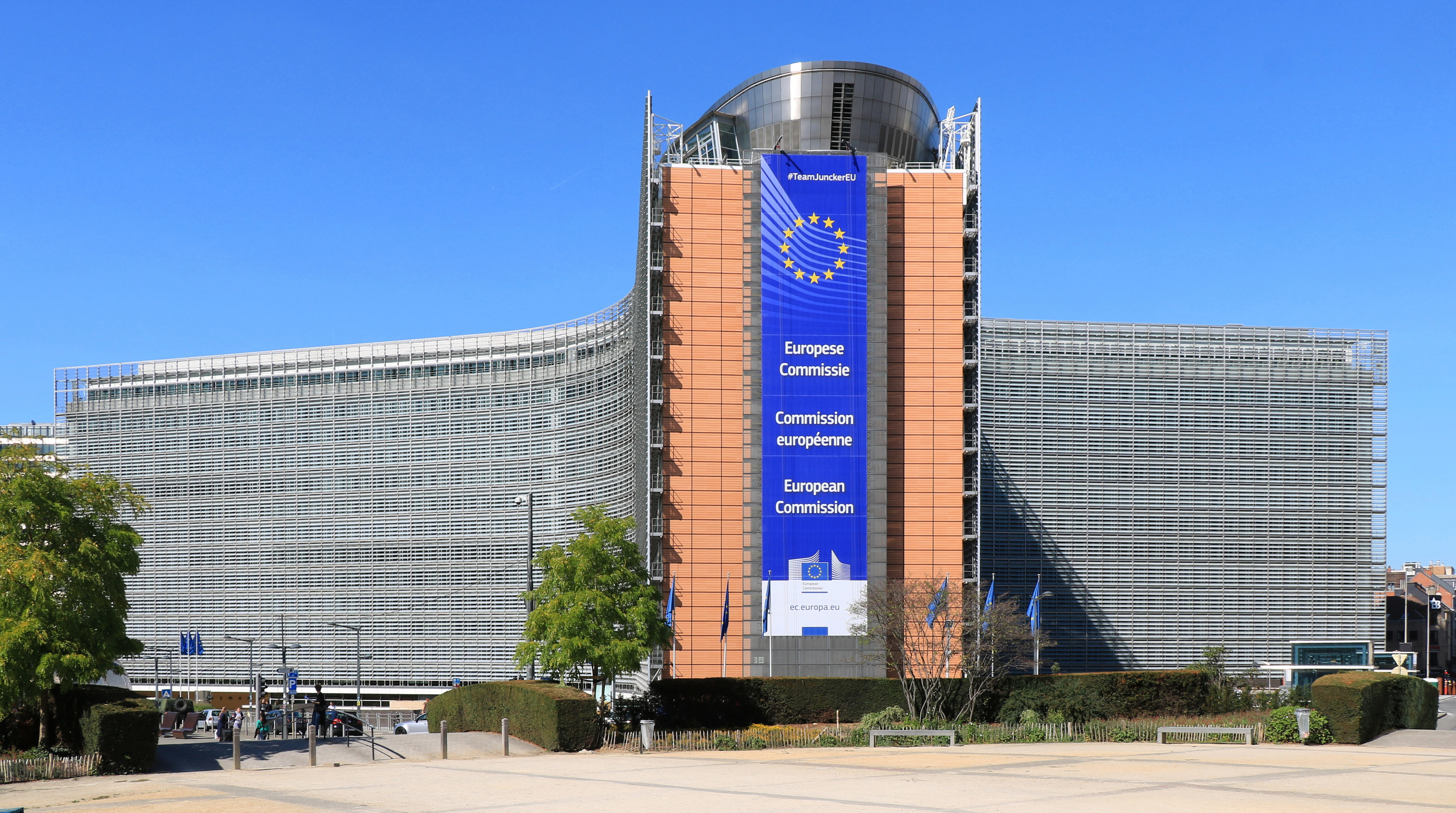
Berlaymontbyggnaden i Bryssel där kommissionen har sitt säte.

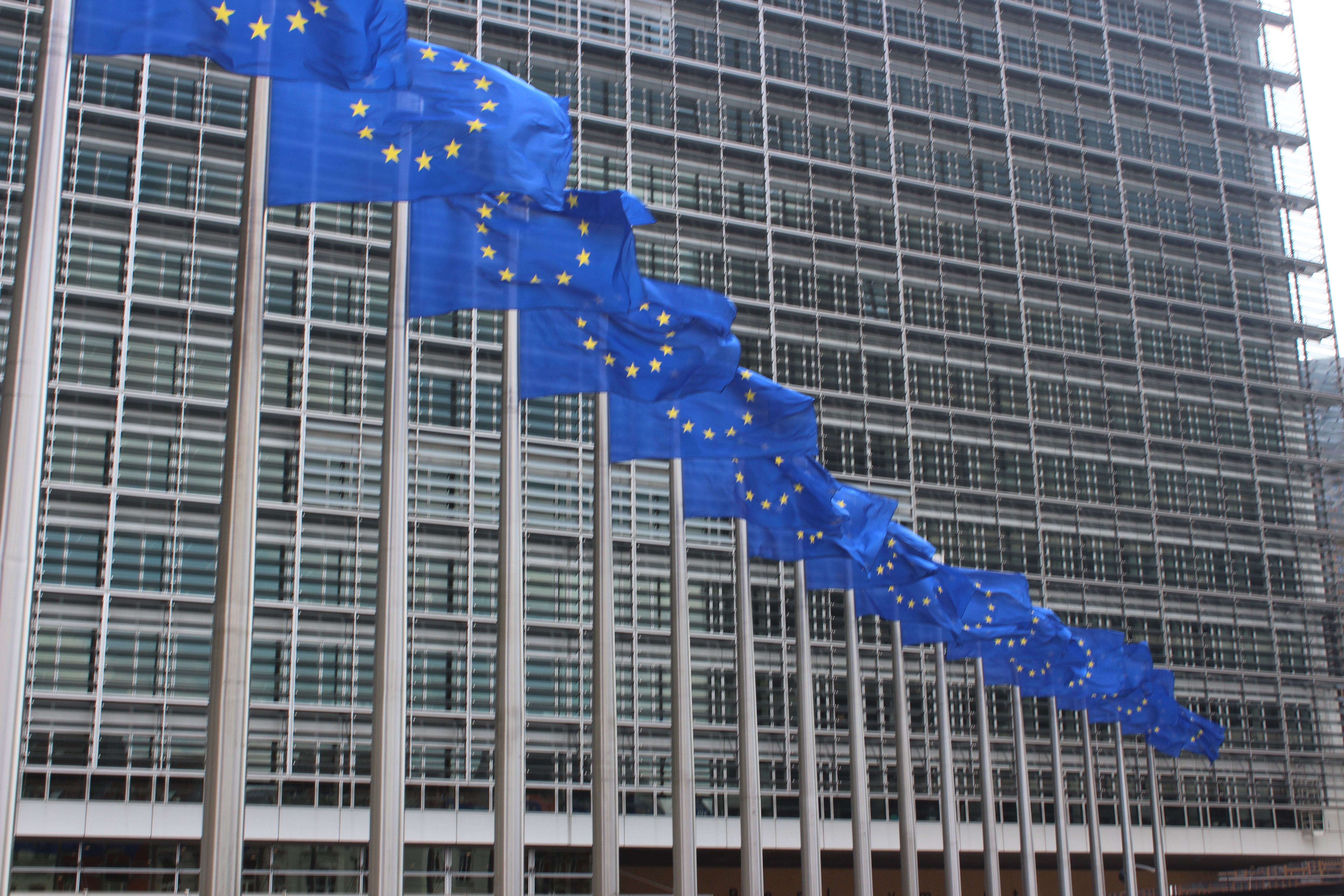
27 europeiska flaggor, en för varje medlemsstat, utanför kommissionens säte.

Europeiska kommissionen är en av Europeiska unionens institutioner. Dess sammansättning och funktionssätt regleras av fördraget om Europeiska unionen och fördraget om Europeiska unionens funktionssätt. Kommissionen antar med absolut majoritet en arbetsordning, som fastställer ytterligare bestämmelser om dess funktionssätt. Utöver dessa bestämmelser kan kommissionen sluta interinstitutionella avtal med Europaparlamentet och Europeiska unionens råd. Dessa avtal reglerar de tre institutionernas ömsesidiga arbets- och funktionssätt inom ramen för vad fördragen tillåter.
Kommissionen leds av sitt kollegium, bestående av en unionsmedborgare från varje medlemsstat. Den sammankallas av sin ordförande, och sammanträder i regel minst en gång i veckan; vanligtvis på onsdagar i Bryssel eller, om Europaparlamentet sammanträder, på tisdagar i Strasbourg. Utöver ledamöterna närvarar generalsekreteraren och ordförandens kanslichef vid alla sammanträden. Även andra personer kan bjudas in efter beslut av kommissionen. För att vara beslutsmässig måste en majoritet av ledamöterna vara närvarande vid ett sammanträde. Även om alla nationaliteter finns representerade i kollegiet, får ledamöterna inte agera i sina egna medlemsstaters intressen, utan ska istället agera i hela unionens intresse. De är valda av Europaparlamentet och utsedda av Europeiska rådet med uppgiften att tjäna unionens allmänna intresse. Varje ledamot av kommissionen biträds av ett personligt kansli, som ger kommissionsledamoten politisk rådgivning. Därutöver finns generaldirektorat, som fungerar som departement och ansvarar för att ta itu med tekniska frågor och bereda lagförslag. Kommissionen arbetar utifrån ordförandens politiska program och kommissionens årliga arbetsprogram.

### Utnämningsförfarande
Europeiska kommissionen utses i enlighet med ett utnämningsförfarande som fastställs i unionens fördrag. Förfarandet inleds med att Europeiska rådet med kvalificerad majoritet föreslår en ny kommissionsordförande med hänsyn till det senaste Europaparlamentsvalet. Denna kandidat måste, efter att ha presenterat sitt politiska program, väljas av Europaparlamentet med absolut majoritet; i annat fall måste Europeiska rådet inom en månad föreslå en ny kandidat i enlighet med samma förfarande. Efter att ha erhållit parlamentets godkännande utarbetar den valda ordföranden ett förslag till ny kommission i samförstånd med Europeiska unionens råd. De föreslagna ledamöterna utfrågas i Europaparlamentet, innan parlamentet röstar om den föreslagna kommissionen i sin helhet. Utan godkännande av Europaparlamentet kan inte den föreslagna kommissionen utses. Om parlamentet godkänner förslaget utses slutligen den nya kommissionen av Europeiska rådet med kvalificerad majoritet.
Kommissionen är kollektivt ansvarig inför Europaparlamentet under hela sin mandatperiod. Unionen grundar sig på ett parlamentariskt system som innebär att parlamentet kan avsätta hela kommissionen genom en misstroendeförklaring.
Antalet ledamöter i kommissionen skulle enligt Lissabonfördraget minskas ned till två tredjedelar av antalet medlemsstater den 1 november 2014, men en särskild bestämmelse möjliggör för Europeiska rådet att med enhällighet besluta om en annan sammansättning. Med syfte att tillgodose de irländska väljarna efter den första irländska folkomröstningen om Lissabonfördraget beslutade Europeiska rådet den 22 maj 2013 att antalet mandat i kommissionen även i fortsättningen skulle motsvara antalet medlemsstater.

### Ordförande, höga representanten och vice ordförande
Kommissionsordföranden leder kommissionen och dess kollegium. Han eller hon fyller en central funktion både vid utnämningen av en ny kommission och under kommissionens fortlöpande arbete. Ordföranden anger riktlinjer för kommissionens uppgifter, beslutar om kommissionens interna organisation, fastställer dagordningen samt utser vice ordförande utöver unionens höga representant för utrikes frågor och säkerhetspolitik. En kommissionsledamot måste avgå om ordföranden begär det. Ordföranden företräder också kommissionen i olika sammanhang. Om ordföranden har förhinder, övertas hans eller hennes uppgifter av en vice ordförande eller en kommissionsledamot i den turordning som ordföranden har fastställt.
Den höga representanten för utrikes frågor och säkerhetspolitik har en särställning inom kommissionen. Han eller hon är vice ordförande i kommissionen, men utses i enlighet med ett annat förfarande än de övriga ledamöterna. Den höga representanten utses av Europeiska rådet med kvalificerad majoritet efter godkännande av ordföranden, och leder unionens gemensamma utrikes- och säkerhetspolitik. I egenskap av ledamot av kommissionen utfrågas och väljs den höga representanten av Europaparlamentet i samband med varje utnämning av en ny kommission. Den höga representanten är också ordförande i rådet för utrikes frågor.

### Generaldirektorat och tjänstemän
Kommissionen är uppdelad i generaldirektorat (GD). Varje direktorat täcker ett visst ämnesområde, såsom externa relationer eller översättning, och leds av en generaldirektör, som är ansvarig inför en kommissionsledamot. En kommissionsledamot kan ansvara för flera generaldirektorat. Dess uppgifter är att förbereda lagförslag och om förslaget stöds av majoriteten av kommissionsledamöterna ansvarar direktoratet även för beredningen inför parlamentets och rådets sammanträden.
Kommissionen har cirka 33 000 tjänstemän anställda. Det enskilt största direktoratet är direktoratet för översättning med över två tusen anställda, medan den största nationella gruppen av anställda är belgier (över 20 procent). Detta är inte särskilt förvånande med hänsyn till att majoriteten av personalen jobbar i Belgien. Kommissionens organisation leds av en generalsekreterare.

### Kommissionsledamöter
| Parti     | Mandat |  |
| --------- | ------ |  |
| EPP       | 13     |  |
| PES       | 4      |  |
| ALDE      | 3      |  |
| ECR       | 1      |  |
| Partilösa | 6      |  |
| Totalt    | 27     |  |

Kommissionsledamöternas partitillhörighet efter hemland.

Europeiska kommissionen består av en unionsmedborgare från varje medlemsstat, men dessa ska inte representera sina medlemsstaters intressen, utan unionens allmänna intresse. De ska väljas för en period av fem år ”på grundval av sin allmänna duglighet och sitt engagemang för Europa och bland personer vars oavhängighet inte kan ifrågasättas”. Kommissionen och dess ledamöter är fullständigt oavhängiga vid utövandet av sina befogenheter.
Kommissionen har alltid bestått av en stor koalition av kristdemokratiska, socialdemokratiska och liberala partier. Den politiska sammansättningen i kommissionen von der Leyen II avspeglar i viss mån sammansättningen i Europaparlamentet och medlemsstaternas regeringar. Europeiska folkpartiet är det europeiska politiska parti som har flest ledamöter i kommissionen. Därefter följer Europeiska socialdemokratiska partiet och Alliansen liberaler och demokrater för Europa. Kommissionsledamöterna deltar vanligtvis vid diverse sammanträden i de politiska partierna, till exempel vid förmötena till Europeiska rådets sammanträden.
Fördelningen mellan antalet män och kvinnor i kommissionen har utjämnats över tiden, men antalet kvinnor är fortfarande långt färre än antalet män. Detta är en effekt av att många medlemsstater föreslår män som kommissionsledamöter. Både Juncker och von der Leyen uppmanade de nationella regeringarna att föreslå två kandidater var, en man och en kvinna, i samband med att de bildade sina kommissioner så att en jämnare könsfördelning skulle kunna uppnås.
|  |                        | Namn                   | Partitillhörighet | Medlem sedan | Befattning                                                                                         | Utsedd från   |  |
|  | ---------------------- | ---------------------- | ----------------- | ------------ | -------------------------------------------------------------------------------------------------- | ------------- |  |
|  | Ursula von der Leyen   | Ursula von der Leyen   | EPP (CDU)         | 2019-12-01   | Europeiska kommissionens ordförande                                                                | Tyskland      |  |
|  | Teresa Ribera          | Teresa Ribera          | PES (PSOE)        | 2024-12-01   | Verkställande vice ordförande; ren, rättvis och konkurrenskraftig omställning                      | Spanien       |  |
|  |                        | Henna Virkkunen        | EPP (Saml)        | 2024-12-01   | Verkställande vice ordförande; teknologisk självständighet, säkerhet och demokrati                 | Finland       |  |
|  | Stéphane Séjourné      | Stéphane Séjourné      | – (RE)            | 2024-12-01   | Verkställande vice ordförande; välstånd och industristrategi                                       | Frankrike     |  |
|  | Kaja Kallas            | Kaja Kallas            | ALDE (ER)         | 2024-12-01   | Vice ordförande; hög representant för utrikes- och säkerhetspolitik                                | Estland       |  |
|  | Roxana Mînzatu         | Roxana Mînzatu         | PES (PSD)         | 2024-12-01   | Verkställande vice ordförande; sociala rättigheter och färdigheter, kvalitetsjobb och förberedelse | Rumänien      |  |
|  | Raffaele Fitto         | Raffaele Fitto         | ECR (FdI)         | 2024-12-01   | Verkställande vice ordförande; sammanhållning och reformer                                         | Italien       |  |
|  | Maroš Šefčovič         | Maroš Šefčovič         | – (Smer)          | 2009-10-01   | Ledamot; handel och ekonomisk säkerhet, interinstitutionella relationer och transparens            | Slovakien     |  |
|  | Valdis Dombrovskis     | Valdis Dombrovskis     | EPP (V)           | 2014-11-01   | Ledamot; ekonomi och produktivitet, implementering och förenkling                                  | Lettland      |  |
|  | Dubravka Šuica         | Dubravka Šuica         | EPP (HDZ)         | 2019-12-01   | Ledamot; Medelhavet                                                                                | Kroatien      |  |
|  | Olivér Várhelyi        | Olivér Várhelyi        | –                 | 2019-12-01   | Ledamot; hälsa och djurskydd                                                                       | Ungern        |  |
|  | Wopke Hoekstra         | Wopke Hoekstra         | EPP (CDA)         | 2023-10-09   | Ledamot; klimat, nollutsläpp och ren tillväxt                                                      | Nederländerna |  |
|  | Andrius Kubilius       | Andrius Kubilius       | EPP (TS–LKD)      | 2024-12-01   | Ledamot; försvar och rymdfrågor                                                                    | Litauen       |  |
|  | Marta Kos              | Marta Kos              | –                 | 2024-12-01   | Ledamot; utvidgning                                                                                | Slovenien     |  |
|  | Jozef Síkela           | Jozef Síkela           | – (STAN)          | 2024-12-01   | Ledamot; internationella partnerskap                                                               | Tjeckien      |  |
|  | Costas Kadis           | Costas Kadis           | –                 | 2024-12-01   | Ledamot; fiskeri och havspolitik                                                                   | Cypern        |  |
|  | Maria Luís Albuquerque | Maria Luís Albuquerque | EPP (PSD)         | 2024-12-01   | Ledamot; finansiella tjänster samt spar- och investeringsunionen                                   | Portugal      |  |
|  | Hadja Lahbib           | Hadja Lahbib           | ALDE (MR)         | 2024-12-01   | Ledamot; jämställdhet, förberedelse och krisberedskap                                              | Belgien       |  |
|  | Magnus Brunner         | Magnus Brunner         | EPP (ÖVP)         | 2024-12-01   | Ledamot; inrikes frågor och migration                                                              | Österrike     |  |
|  | Jessika Roswall        | Jessika Roswall        | EPP (M)           | 2024-12-01   | Ledamot; miljö, vattenresiliens och en konkurrenskraftig cirkulär ekonomi                          | Sverige       |  |
|  | Piotr Serafin          | Piotr Serafin          | EPP (PO)          | 2024-12-01   | Ledamot; budget, anti-korruption och offentlig förvaltning                                         | Polen         |  |
|  | Dan Jørgensen          | Dan Jørgensen          | PES (S)           | 2024-12-01   | Ledamot; energi och bostäder                                                                       | Danmark       |  |
|  | Ekaterina Zaharieva    | Ekaterina Zaharieva    | EPP (GERB)        | 2024-12-01   | Ledamot; startups, forskning och innovation                                                        | Bulgarien     |  |
|  | Michael McGrath        | Michael McGrath        | ALDE (FF)         | 2024-12-01   | Ledamot; demokrati, rättsliga frågor, rättsstatens principer och konsumentskydd                    | Irland        |  |
|  | Apostolos Tzitzikostas | Apostolos Tzitzikostas | EPP (ND)          | 2024-12-01   | Ledamot; hållbara transporter och turism                                                           | Grekland      |  |
|  | Christophe Hansen      | Christophe Hansen      | EPP (CSV)         | 2024-12-01   | Ledamot; jordbruk och livsmedel                                                                    | Luxemburg     |  |
|  | Glenn Micallef         | Glenn Micallef         | PES (PL)          | 2024-12-01   | Ledamot; intergenerationell rättvisa, ungdomsfrågor, kultur och sport                              | Malta         |  |

### Beslutsförfarande
Kommissionen fattar sina beslut med absolut majoritet. Det kan ske enligt fyra olika förfaranden: muntligt förfarande vid sammanträde, skriftligt förfarande, bemyndigandeförfarande eller delegationsförfarande. Muntligt förfarande vid sammanträde innebär att kommissionen fattar beslut vid sitt sammanträde på förslag av en eller flera ledamöter, med omröstning om någon ledamot kräver det. Ett förslag antas om majoriteten av kommissionsledamöterna stöder det. Sedan covid-19-pandemin kan kommissionsledamöterna under exceptionella omständigheter även delta i sammanträdena och omröstningarna på distans med hjälp av till exempel videolänk. Det skriftliga förfarandet kräver inget sammanträde alls. Istället skickas förslaget ut till alla ledamöter, som inom en viss tidsfrist måste meddela reservationer eller ändringsförslag. En ledamot kan begära hos ordföranden att förslaget ska diskuteras. Om ingen ledamot reserverar sig mot förslaget inom tidsfristen är det antaget av kommissionen. Kommissionen kan i vissa fall också bemyndiga en eller en grupp av ledamöter att på kommissionens vägnar utföra vissa funktioner eller fatta vissa beslut. Om beslutet om bemyndigande inte uttryckligen hindrar det, kan ledamoten eller ledamöterna i sin tur delegera uppgifterna till generaldirektörer eller avdelningschefer. Slutligen kan också kommissionen i sin helhet enligt delegationsförfarandet delegera förvaltningsmässiga eller administrativa uppgifter till generaldirektörer eller avdelningschefer.

## Funktioner och befogenheter
Kommissionens funktion inom unionen motsvarar de nationella regeringarnas funktioner i medlemsstaterna. Dess centrala funktion är att tillvarata unionens allmänna intresse genom att söka förslag och lösningar som i första hand ligger i hela unionens intresse. Kommissionens funktion är å ena sidan att utarbeta lagförslag, å andra sidan att genomföra de lagstiftningsakter som Europaparlamentet och rådet antar. Den representerar också unionen utåt, till exempel i olika internationella organisationer. Europaparlamentet och rådet kan delegera befogenheter till kommissionen genom lagstiftningsakter. Trots sina delegerade befogenheter och genomförandebefogenheter saknar kommissionen egna lagstiftande befogenheter.
Kommissionen är kollektivt ansvarig inför Europaparlamentet, som genom en misstroendeförklaring kan avsätta den. I samband med utnämningen av en ny kommissionsordförande presenterar han eller hon ett politiskt program för parlamentet. Sedan 2010 håller kommissionsordföranden ett årligt ”tal om tillståndet i unionen” inför Europaparlamentet i september månad. Talet är inspirerat av den amerikanska presidentens årliga ”tal om tillståndet i nationen” inför USA:s kongress och följs av en allmän debatt i kammaren. I oktober månad antar kommissionen sitt arbetsprogram för nästföljande år som innehåller övergripande mål och en detaljerad sammanställning av vilka lagförslag som kommer att läggas fram mot bakgrund av ordförandens politiska program och tal om tillståndet i unionen. I december månad håller Europaparlamentet en debatt om arbetsprogrammet. Varje år presenterar kommissionen också en allmän rapport om unionens verksamhet för Europaparlamentet. Mot bakgrund av rapporterna från kommissionen och Europeiska revisionsrätten beviljar parlamentet kommissionen ansvarsfrihet.

### Fördragens väktare
Kommissionen ansvarar för att säkerställa att medlemsstaterna uppfyller sina åtaganden enligt unionens fördrag, i synnerhet vad gäller deras skyldigheter att införliva alla tillämpliga direktiv i den nationella lagstiftningen. Därför kallas kommissionen ibland för ”fördragens väktare”.
Om en medlemsstat inte anses uppfylla sina skyldigheter enligt unionens fördrag, kan kommissionen inleda ett överträdelseförfarande där medlemsstatens fördragsbrott utreds och landet får möjlighet att vidta nödvändiga åtgärder, såsom att ändra sin lagstiftning. Om medlemsstaten inte vidtar tillräckliga åtgärder, kan kommissionen väcka talan om fördragsbrott vid EU-domstolen. Domstolens domar är rättsligt bindande för såväl medlemsstaterna som unionens institutioner. Den kan utdöma ett standardbelopp eller vite mot en medlemsstat som inte rättar sig efter en dom.
Från 1970-talet fram till början av 2000-talet inledde kommissionen överträdelseförfaranden i regel vid varje upptäckt överträdelse av unionsrätten. Sedan 2004 har antalet inledda överträdelseförfaranden minskat kraftigt till följd av att kommissionen har vidtagit en generösare syn på överträdelser i utbyte mot att de nationella regeringarna stöder kommissionens lagförslag.

### Initiativrätt

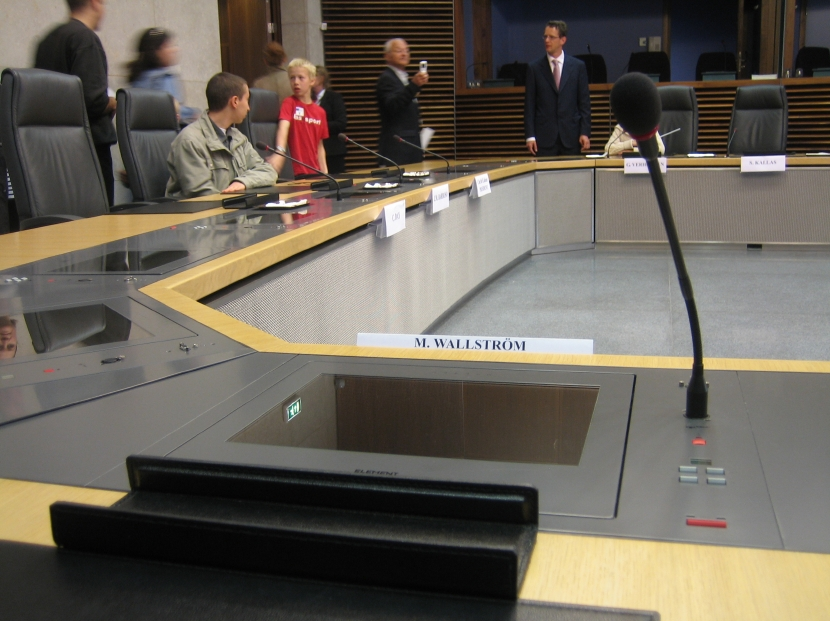
Kommissionens konferensrum.

En av kommissionens viktigaste funktioner är att ta lämpliga initiativ med syfte att främja unionens allmänna intresse. Kommissionen gör detta genom att lägga fram förslag till lagstiftningsakter. Normalt får en lagstiftningsakt endast antas på förslag av kommissionen, vilket gör den till en av unionens mäktigaste institutioner. Kommissionen har också möjlighet att ändra sitt förslag till lagstiftningsakt så länge rådet inte har fattat något beslut. Därutöver kan kommissionen tvinga rådet att behöva fatta beslut med enhällighet genom att avstyrka förslag till ändringar från Europaparlamentet och rådet.
Både Europaparlamentet och Europeiska unionens råd har dock möjlighet att uppmana kommissionen att lägga fram ett lagförslag. Om kommissionen väljer att inte lägga fram ett sådant förslag, måste den motivera sitt agerande gentemot den begärande institutionen. Genom ett europeiskt medborgarinitiativ finns också en möjlighet för minst en miljon unionsmedborgare att på motsvarande sätt uppmana kommissionen att, inom sitt befogenhetsområde, lägga fram ett lagförslag.

### Delegerade befogenheter
Europeiska kommissionen kan erhålla delegerade befogenheter genom lagstiftningsakter. En delegerad befogenhet innebär att kommissionen inom vissa ramar kan anta egna rättsakter med allmän räckvidd. De måste dock antas inom ramen för den delegerande lagstiftningsakten. Kommissionen kan också genom delegering erhålla möjligheten att ändra i icke väsentliga delar av en lagstiftningsakt. I lagstiftningsakten som delegerar befogenheter till kommissionen måste villkoren för delegeringen fastställas. Till exempel kan det vara ett krav att Europaparlamentet och rådet måste godkänna den delegerade akten innan den kan träda i kraft eller att Europaparlamentet och rådet kan besluta att återkalla delegeringen.

### Genomförandebefogenheter
Enligt fördraget om Europeiska unionens funktionssätt är det i första hand unionens medlemsstater som ansvarar för att genomföra de bindande rättsakterna. I vissa fall kan det dock krävas genomförandeåtgärder på europeisk nivå, och Europaparlamentet och rådet kan därför genom en rättsakt ge kommissionen sådana befogenheter. Genomförandebefogenheterna innebär att en rättsakt överlåter till kommissionen att anta genomförandeakter för att genomföra rättsaktens bestämmelser, till exempel vissa detaljfrågor. De allmänna bestämmelserna om kommissionens genomförandebefogenheter regleras av fördragen och en förordning antagen av Europaparlamentet och rådet. Förordningen fastställer att kommissionens genomförandeakter vanligtvis ska antas i enlighet med ett kommittéförfarande. Några generella genomförandebefogenheter har kommissionen dock inte, utan dess befogenheter baserar sig helt och hållet på vad som föreskrivs i en rättsakt som antagits av Europaparlamentet och rådet. I vissa frågor, såsom beviljande av bidrag som understiger ett särskilt belopp, kan kommissionen dock besluta om genomförandeakter utan ett kommittéförfarande.

#### Kommittéförfarande

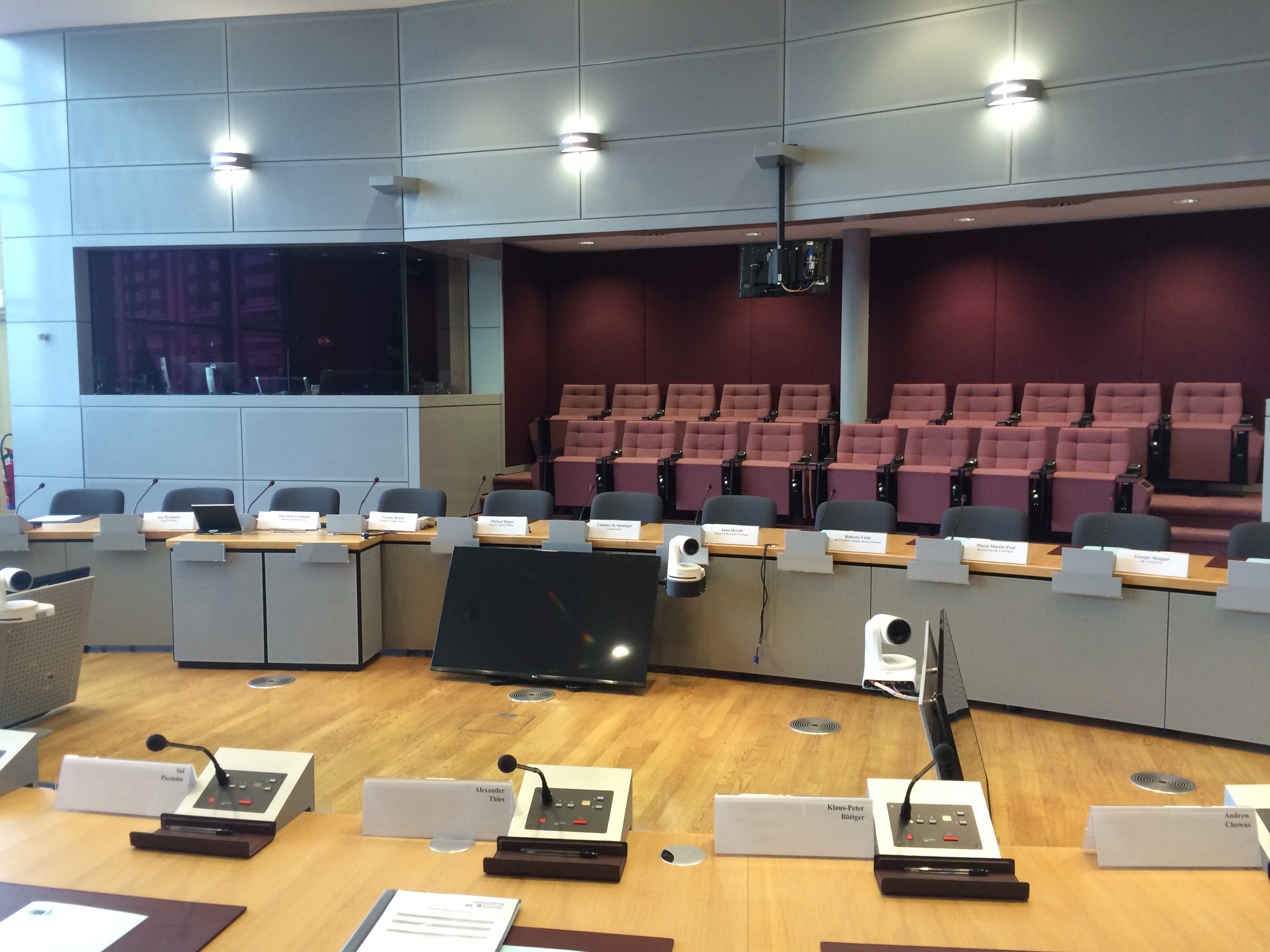
Konferensrum i Berlaymontbyggnaden.

Kommittéförfarande innebär att förslag till genomförandeakter bereds av kommittéer bestående av företrädare för medlemsstaterna. Det finns runt 300 kommittéer som ansvarar för olika politikområden och som tillsammans täcker in alla unionens befogenhetsområden. Kommittéernas inflytande beror på vilket kommittéförfarande som tillämpas: granskningsförfarandet eller det rådgivande förfarandet. Granskningsförfarandet innebär att godkännande av kommittén krävs för att kommissionen ska kunna anta en genomförandeakt. Om kommittén avslår ett utkast till genomförandeakt, måste kommissionen antingen ändra sitt förslag inom två månader eller hänskjuta frågan till en omprövningskommitté. För att genomförandeakten ska kunna antas krävs att omprövningskommittén istället ger sitt godkännande. Granskningsförfarandet tillämpas framför allt för genomförandeakter med allmän räckvidd, som rör den gemensamma jordbrukspolitiken eller den gemensamma fiskeripolitiken, den gemensamma handelspolitiken eller beskattning. I övriga fall tillämpas det rådgivande förfarandet, då kommittéerna endast har en rådgivande funktion. Exakt vilket förfarande som ska tillämpas fastställs i den rättsakt som ger kommissionen genomförandebefogenheten i fråga.

#### Genomförandet av budgeten
Europeiska kommissionen fyller en viktig funktion i budgetförfarandet då unionens budget utarbetas. Det är kommissionen som lägger fram ett budgetförslag årligen innan den 1 september. Kommissionen är också aktiv i den fortsatta processen då budgeten antas av Europaparlamentet och rådet. Europeiska kommissionen ansvarar tillsammans med medlemsstaterna för att genomföra budgeten. Europaparlamentet beviljar kommissionen ansvarsfrihet för genomförandet av budgeten på rekommendation av rådet och mot bakgrund av rapporter från Europeiska revisionsrätten. Kommissionen måste årligen överlämna en rapport till Europaparlamentet och rådet där utgången av genomförandet av föregående års budget redogörs.

### Representation utåt
Utöver sina befogenheter inom unionen har kommissionen också en viktig funktion som representant för unionen i olika internationella sammanhang. Kommissionen ansvarar till exempel för att förhandla fram internationella avtal på unionens vägnar och representerar unionen i diverse internationella organisationer, däribland i Världshandelsorganisationen där unionen ingår som en enda entitet. Den höga representanten för utrikes frågor och säkerhetspolitiken, som är vice ordförande i kommissionen, fyller en central funktion i den gemensamma utrikes- och säkerhetspolitiken.

## Säte och administration

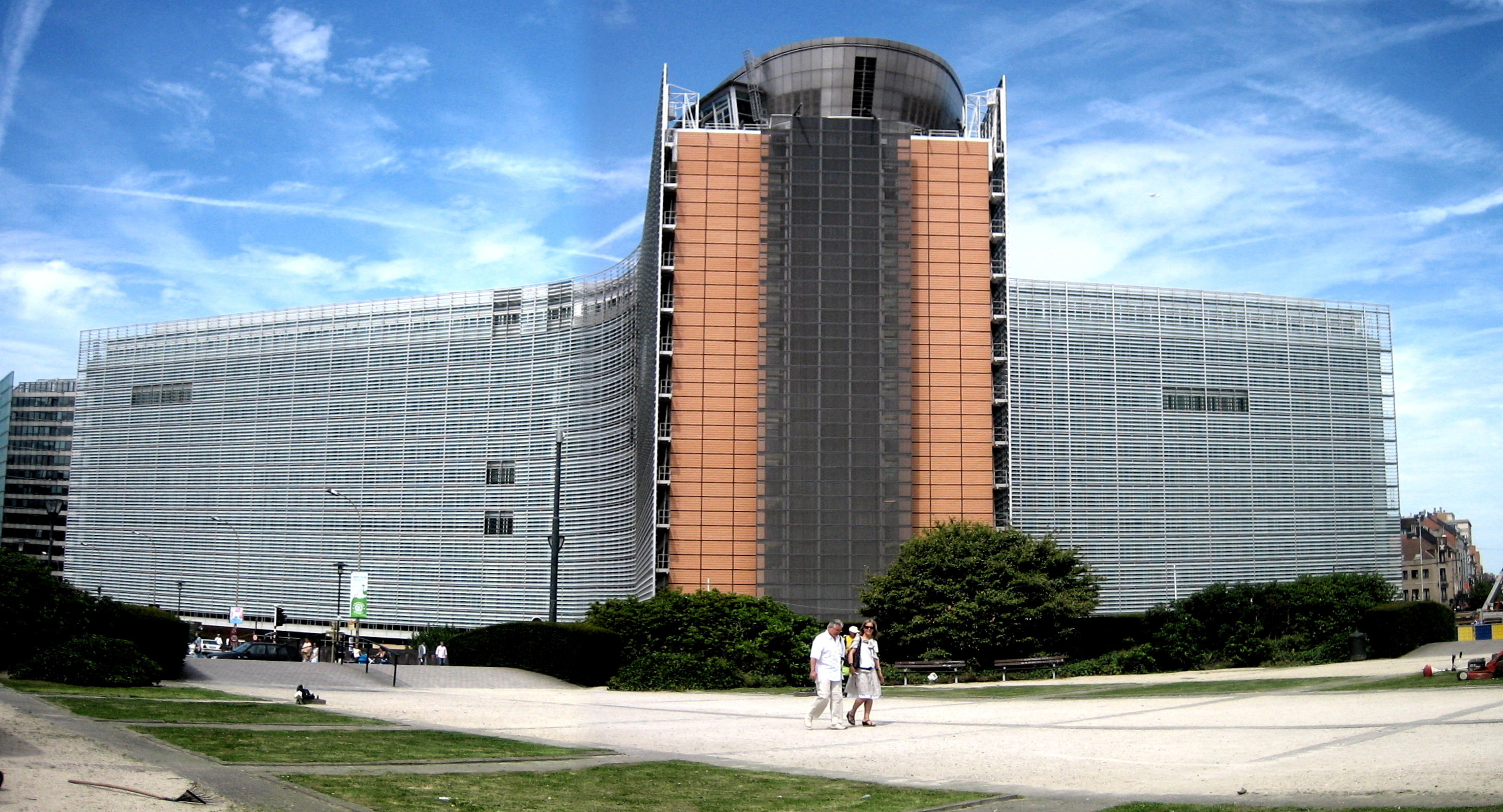
Berlaymontbyggnaden i Bryssel, Belgien.

Europeiska kommissionen har sitt säte i Bryssel, Belgien, i likhet med Europeiska unionens råd. I Bryssel håller kommissionen till i bland annat Berlaymontbyggnaden, där ordföranden och övriga ledamöter har sina kontor. Kommissionen är också verksam i ett flertal andra byggnader i Bryssel och Luxemburg. När parlamentet möts i Strasbourg möts även kommissionen där för att delta vid parlamentets debatter. Den 2 maj 2010 hölls kommissionens tvåtusende sammanträde.

### Media

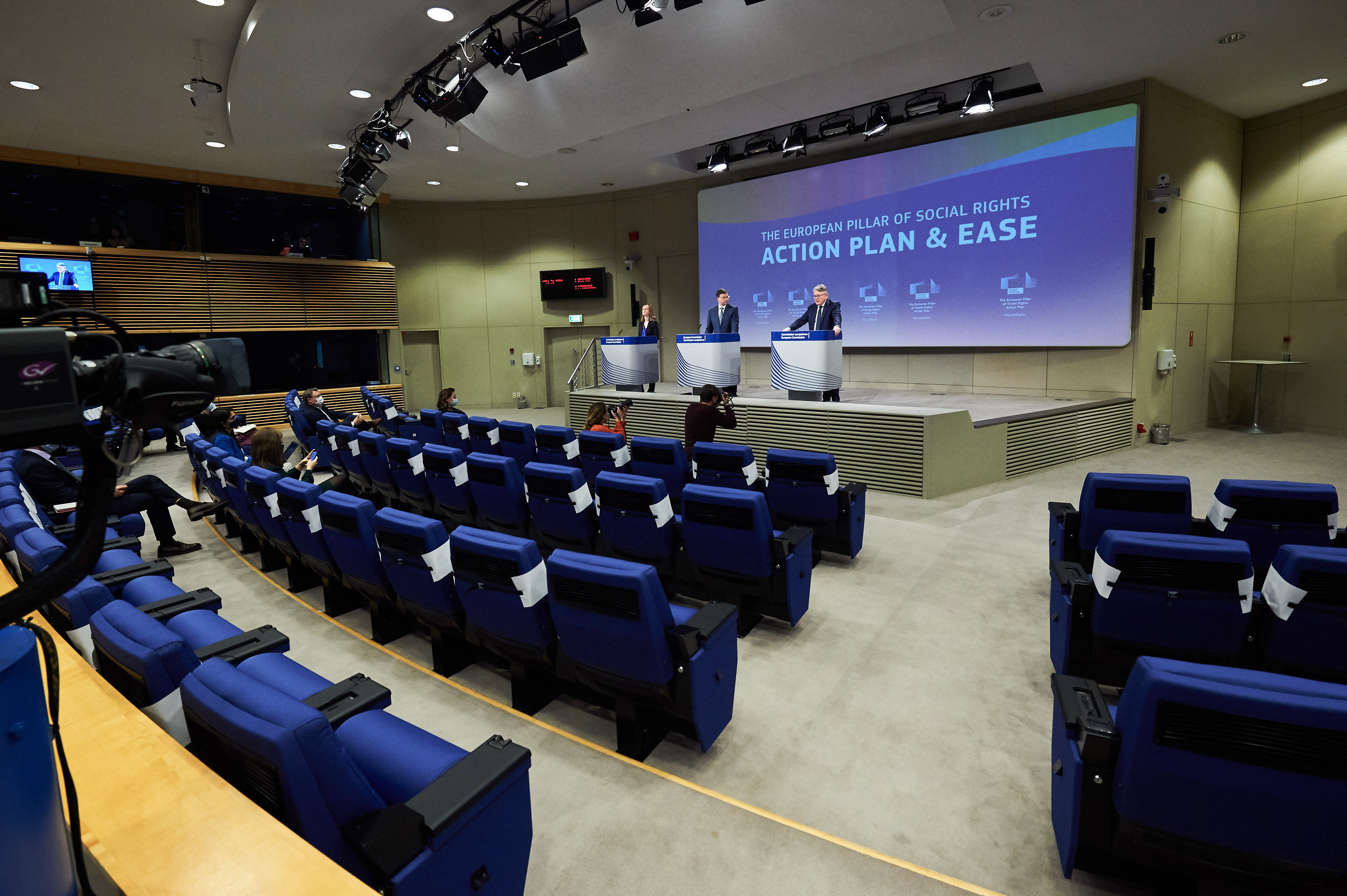
Pressrum i Berlaymont.

Varje vardag träffar kommissionens chefstalesman pressen för pressgenomgång i kommissionens pressrum i Berlaymontbyggnaden. Vid dessa tillfällen har journalister möjlighet att ställa frågor till kommissionens tjänstemän inom alla olika politikområden och på så sätt få svar på frågor direkt för direktsänd teve. Sådana möjligheter för media är unikt i världen. Det finns ett större antal redaktörer i Bryssel än i till exempel Washington då alla större medieföretag i samtliga medlemsstater har en Brysselkorrespondent.
Det har uppmärksammats av en forskare att kommissionens pressmeddelanden har vissa karaktäristiska drag. Pressmeddelandena inkluderar ofta flera steg av utkast som betonar kommissionens funktion och används för att ”rättfärdiga EU och kommissionen”. Vid de tillfällen då flera direktorat har varit inblandade i meddelandet kan det också förekomma inslag av konkurrens mellan kommissionen och kommissionsledamöterna själva. Detta leder också till ett osedvanligt stort antal pressmeddelanden, normalt långt över tusen per år, och ses som ett unikt resultat av EU:s politiska struktur.

### Öppenhet och tillgång till handlingar
Enligt fördraget om Europeiska unionens funktionssätt ska ”unionens institutioner, organ och byråer utföra sitt arbete så öppet som möjligt”. Kommissionens sammanträden är dock inte offentliga och dess överläggningar omfattas av sekretess. Däremot offentliggörs dagordningar och protokoll från sammanträdena. Tillgången till kommissionens handlingar regleras, i likhet med tillgången till Europaparlamentets och rådets handlingar, av offentlighetsförordningen.